# Зорт (лист)
Зорт је сатиричан, шаљиви политички лист, који је излазио у Београду 1903. године.

## Историјат
Власник и уредник Зорта „листа за политику и друштвену шалу и сатиру”, био је познати карикатуриста Драгутин Дамјановић. Он је нацртао све карикатуре објављене у овом шаљивом часопису.
Лист је излазио услед династичке смене, и мада је поднаслов листа много обећавао, прилози су углавном били без очекиване оштрине. Критика је била усмерена на реакцију која дави сваки нови српски устав, попа Вељу који се бори против слободне штампе. Ту су и ликови Босанаца и Македонаца, који грде „швапског копца јер је много што шта черечио на Балкану”. У листу се налази и прилог о монополистима дувана који тврде да је онај „ко више пуши, дими, сада у Србији већи патријота”. На насловној страни је карикатура Николе Пашића, који  држи ђавола за реп. Пашић је у овом листу био најважнији јунак Дамјановићевих карикатура.
Изашао је само један број овог листа.
Цена листа је била 5 пара. Годишња претплата за Србију је износила 6 динара а за иностранство 12 динара.

### Тематика
- Досетке
- Шале
- Анегдоте
- Забавни чланци
- Карикатуре

### Изглед листа
Лист је објављен у формату 48×30 цм, са илустарацијама. Штампан је у штамапарији Ч. Стефановић.

### Периодичност излажења
Излазио је два пута недељно, недељом и четвртком.

### Место издавања
Београд, 1903.